# Písková Lhota (powiat Mladá Boleslav)
Písková Lhota – gmina w Czechach, w powiecie Mladá Boleslav, w kraju środkowoczeskim. Według danych z dnia 1 stycznia 2013 liczyła 593 mieszkańców.